# Übach

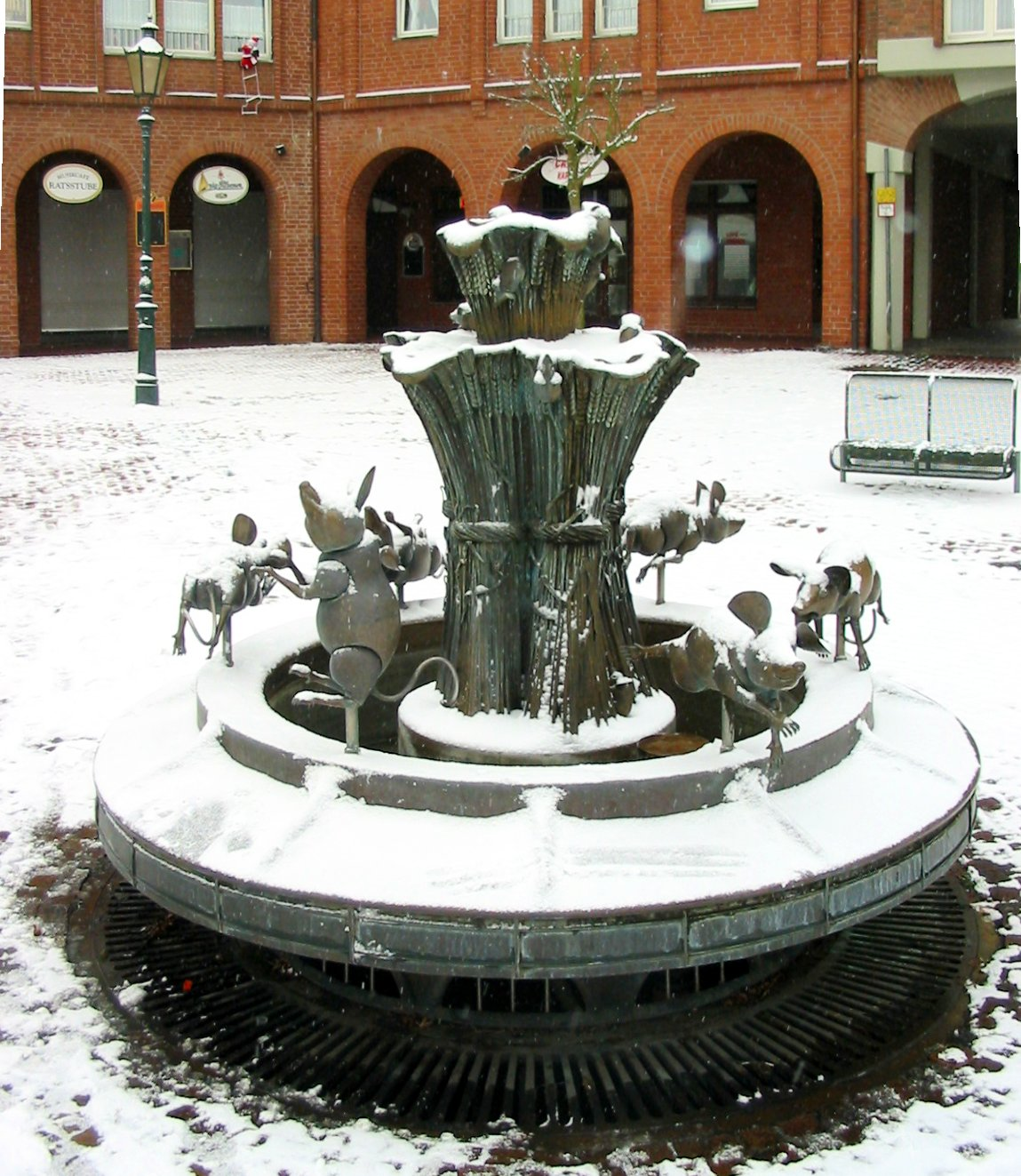
Übacher Mäusebrunnen

Übach ist ein Stadtteil von Übach-Palenberg im Kreis Heinsberg. Übach ist der bevölkerungsreichste Stadtteil.
Auf einem Hügel auf niederländischer Seite liegt wenige Kilometer westlich als Namenszwilling das Dorf Ubach over Worms (deutsch: Übach oberhalb der Wurm).

## Geschichte

### Ortsgeschichte
Am Nordostrand der heutigen Ortes wurden mehrfach Reste eines frühmittelalterlichen Gräberfeldes entdeckt; die Funde decken die Zeit von der Mitte des 6. Jahrhunderts bis zur Mitte des 7. Jahrhunderts ab. Für einige Gräber waren Steinplatten benutzt worden, die aus römischer Zeit stammen.
1172 ist die erste urkundliche Erwähnung von Übach. Eine Adlige, die den Namen Übach führt, ist seinerzeit Ministerialin der Abtei Thorn an der Maas. Die Abtei übt später die Landesherrschaft über Übach aus. 1436 erfolgt die Verleihung des Übacher Schöffensiegels. 1794 bilden die Franzosen die Mairie (Bürgermeisterei) Übach im Département Meuse Inferieure. 1815 kommt Übach an Preußen und bildet die Bürgermeisterei Übach im Kreis Geilenkirchen. 1827 hat Übach 1268 Einwohner. Seit 1846 ist Übach eine Gemeinde in der Bürgermeisterei Baesweiler. Von 1917 bis 1962 wird Steinkohle auf der Zeche „Carolus Magnus“ abgebaut.
Am 1. Mai 1935 endet die Eigenständigkeit Übachs; es entsteht die Gemeinde Übach-Palenberg aus dem Zusammenschluss der Bürgermeistereien Frelenberg und Scherpenseel sowie der Gemeinde Übach.
Am 31. Dezember 2006 lebten in Übach 6945 Personen.

### Bürgermeister der Bürgermeisterei bzw. Gemeinde Übach
- 1815–1846: Johann Josef Schnitzler
- 1846–1892: Reiner Plum
- 1892–1924: Jakob Dahmen
- 1925–1933: Paul Ollig
- 1933–1935: Wilhelm Carl

## Verkehr
Der nächste Bahnhof ist Übach-Palenberg an der Bahnstrecke Aachen–Mönchengladbach. Die nächste Anschlussstelle ist „Alsdorf“ an der A 44.
Die AVV-Buslinien 21 der ASEAG sowie 430, 431, 433, 491 und ÜP1 der WestVerkehr verbinden Übach mit allen weiteren Stadtteilen sowie mit Alsdorf, Baesweiler, Geilenkirchen und Herzogenrath. Abends und am Wochenende kann außerdem der MultiBus angefordert werden.
| Linie | Betreiber | Verlauf |
| ----- | --------- | --- |
| 21    | ASEAG     | Lintert Friedhof – Burtscheid – Aachen Hbf – Misereor – Elisenbrunnen – Aachen Bushof – Ludwig Forum – Talbot – Haaren – Würselen – Morsbach – Bardenberg – (Pley –) Niederbardenberg – Herzogenrath Bf – Ritzerfeld – Merkstein – Boscheln – Holthausen – Übach – Palenberg – Palenberg Bf |
| 430   | west      | Herzogenrath Bf – Ritzerfeld – Merkstein – Boscheln – Übach – Palenberg – Palenberg Bf |
| 431   | west      | Geilenkirchen Bf – Frelenberg – Zweibrüggen – Marienberg – Palenberg Bf – Palenberg – Übach – Boscheln – Baesweiler |
| 433   | west      | Palenberg Bf – Palenberg – Übach – Boscheln – Alsdorf-Annapark |
| 491   | west      | Geilenkirchen Bf – (Bauchem – Nierstraß –) Teveren – Grotenrath – Scherpenseel – (Siepenbusch – Windhausen –) Marienberg – Palenberg Bf (– Palenberg – Übach) |
| ÜP1   | west      | Frelenberg – Palenberg Bf – Palenberg – Übach – Boscheln |

## Töchter und Söhne
- Franz Alois Kleinen (* 9. Oktober 1925), 1964 bis 1971 Amtsdirektor (Amt Immendorf-Würm), 1972 bis 1980 Beigeordneter, ab 1980 Stadtdirektor der Stadt Geilenkirchen.[7]